# Quartet de corda núm. 4 (Rosenberg)
El Quartet de corda núm. 4, op. 21, va ser compost per Hilding Rosenberg el 1939 i estrenat a Estocolm el 6 de febrer de 1940 pels integrants del Quartet Arco Åke Johnsson, Tage Lundgren, Percy Engbom i Gunnar Rydberg. Algunes versions indiquen que la data de l'estrena va tenir lloc el 2 de novembre de 1942 a la sala de concerts Fylkingen d'Estocolm. Té una durada d'uns 25 minuts.

## Moviments
1. Allegro assai
2. Poco lento
3. Allegretto
4. Allegro con brio